# Hexalobus mossambicensis
Hexalobus mossambicensis N.Robson – gatunek rośliny z rodziny flaszowcowatych (Annonaceae Juss.). Występuje naturalnie w północnej części Mozambiku. 

## Morfologia
PokrójZimozielone drzewo lub krzew dorastające do 4–5 m wysokości.
LiścieMają kształt od podłużnie eliptycznego do eliptycznego. Mierzą 4–7 cm długości oraz 1,5–3 cm szerokości. Są prawie skórzaste. Nasada liścia jest klinowa. Blaszka liściowa jest o ostrym lub spiczastym wierzchołku. Ogonek liściowy jest owłosiony i dorasta do 2–5 mm długości.
KwiatySą pojedyncze, prawie siedzące, rozwijają się w kątach pędów. Mają 3 mniej lub bardziej owłosione działki kielicha dorastające do 6–8 mm długości. Płatki mają żółtą barwę. Kwiaty mają owłosione owocolistki.

## Ochrona
Według IUCN został zaliczony do kategorii DD – gatunku o nieokreślonym stopniu zagrożenia, wymagający dokładniejszych danych. Informacje na temat zakresu tego gatunku i siedliska są niewystarczające.